# Noël Bas
François „Noël” Bas (ur. 25 grudnia 1877 w Strenquels, zm. 3 lipca 1960 w Brive-la-Gaillarde) – francuski gimnastyk, medalista olimpijski.
W 1900 r. reprezentował barwy Francji na rozegranych w Paryżu letnich igrzyskach olimpijskich, podczas których zdobył srebrny medal w konkurencji wieloboju indywidualnego.